# Gmina Wałcz
Gmina Wałcz là một gmina nông thôn (khu hành chính) ở hạt Wałcz, West Pomeranian Voivodeship, ở phía tây bắc Ba Lan. Khu vực hành chính của nó là thị trấn Wałcz, mặc dù thị trấn không phải là một phần của lãnh thổ của gmina.
Gmina có diện tích 575,09 kilômét vuông (222,0 dặm vuông Anh) là huyện lớn thứ hai ở Ba Lan. Tính đến năm 2006, tổng dân số của nó là 12.424.

## Làng
Gmina walcz bao gồm các làng và các khu định cư như Boguszyn, Brzezinki, Bukowa Góra, Chude, Chwiram, Czapla, Czechyń, Czepiec, Dębołęka, Dobino, Dobrogoszcz, Dobrzyca, Dobrzyca Lesna, Dzikowo, Glinki, Głowaczewo, Golce, Górnica, Gostomia, Iłowiec, Jarogniewie, Jeziorko, Karsibór, Kłębowiec, Kłosowo, Kołatnik, Kolno, Laki, Laski Wałeckie, Lipie, Lubno, Lugi Wałeckie, Morzyca, Nagórze, Nakielno, Nowa Szwecja, Olszynka, Omulno, Ostrowiec, Papowo, Piława, Pluskota, Popowo, Prusinówko, Prusinowo Wałeckie, Przybkowo, Różewo, Rudki, Rudnica, Rusinowo, Rutwica, Sitowo, Smoląg, Sosnówka, Strączno, Świętosław, Szwecja, walcz Drugi, Witankowo và Zdbice.

## Gminas lân cận
Gmina Wałcz giáp với thị trấn Wałcz và các gmina của Czaplinek, Człopa, Jastrowie, Mirosławiec, Szydłowo, Trzcianka, Tuczno và Wierzchowo.